# Вилла Роккабруна
Вилла Роккабруна (Villa Roccabruna) — вилла на берегу озера Комо в Блевио, часть гостиничного комплекса Mandarin Oriental. Построена на месте дома, принадлежавшего в начале XIX века оперной певице Джудитте Паста (первая исполнительница партии Нормы в одноимённой опере Беллини).
Вилла Вильд была построена в 1906 году на берегу озера Комо в городке Блевио, для туринского промышленника Эмилио Вильда, по проекту архитектора Карло Форменти, на месте снесённого в 1904 году дома, принадлежавшего оперной сопрано Джудитте Паста и прозванного ею Villa Roda. Позднее вилла Вильд получила нынешнее название (Roccabruna означает «бурая скала»).
В гостях у Джудитты бывали многие певцы, художники и композиторы, среди которых и сам Винченцо Беллини. Каватина «Casta Diva» из написанной им для Джудитты оперы «Норма» стала одной из самых знаменитых арий XIX века. Джудитта проживала в Блевио до старости, умерла на своей вилле и была похоронена на городском кладбище.
В конце XX века вилла была преобразована в отель CastaDiva, названный в честь арии. Это часть 5-звёздочного комплекса, включающего 75 номеров, 2 ресторана, 4 конференц-зала и спа-центр общей площадью 1330 квадратных метров. В конце 2010-х годов отель приобрела и реконструировала гонконгская сеть Mandarin Oriental. 